# Otto Strandman
Otto August Strandman (Vandu, Estonia, 30 de noviembre de 1975 - Kadrina, Estonia, 4 de febrero de 1941) fue un abogado, diplomático y  político estonio que fue Anciano del Estado de Estonia de 1929 a 1931 y Primer Ministro en funciones (1919).
Strandman fue uno de los líderes del Partido Laborista de Estonia de centroizquierda, que obtuvo su mayor apoyo tras las elecciones de 1919 y 1920. Strandman fue una figura clave en la redacción de la reforma agraria radical y la Constitución de 1920. También se desempeñó como Ministro de Agricultura (1918-1919), Ministro de Justicia (en funciones entre 1918 y 1920-1921), Ministro de Finanzas (1924), Ministro de Asuntos Exteriores (1918, 1920-1921 y 1924) y Ministro de Guerra (1919). Durante su mandato como Ministro de Finanzas, tras haber criticado las políticas del gobierno anterior, aplicó una política antiinflacionaria, considerándola un método para evitar la hiperinflación y las crisis. Su objetivo era un modelo "danés" de economía agrícola moderna, en lugar de la industrialización. Strandman fue presidente de la Asamblea Provincial de Estonia entre 1917 y 1918, y presidente del parlamento del país recién independizado (Riigikogu) en 1921. También fue diplomático, sirviendo como embajador de Estonia en Varsovia, Polonia (1927-1929), y en París, Francia (1933-1939).
Tras la invasión y ocupación de Estonia y los demás estados bálticos por la Unión Soviética en junio de 1940, Strandman se suicidó en febrero de 1941, tras ser citado a comparecer en la sede local de la NKVD.

## Primeros años
Strandman nació en el pueblo de Vandu, parroquia de Undla (actual municipio de Kadrina). Su padre, Hans Strandman, era maestro de escuela, y Otto fue su tercer hijo.
Strandman recibió su educación paterna hasta que comenzó sus estudios en la escuela municipal de Rakvere en 1886, y posteriormente en el Liceo Estatal Emperador Alejandro de Tallin y en el 5.º y 7.º Liceo de San Petersburgo. Se graduó como becario externo en 1896 tras aprobar sus exámenes en el Liceo de la gobernación de Estonia en Tallin.
Tras su graduación, Strandman trabajó como funcionario en la oficina de Tallin del Banco del Estado del Imperio ruso hasta que estudió Derecho en la Universidad de Tartu en 1899. En 1901, continuó sus estudios en la Universidad Imperial de San Petersburgo, donde se graduó en 1903.

## Carrera política

### Comienzo de su carrera política
Tras graduarse, Strandman trabajó como abogado en Narva y Tallin. Se hizo conocido por su elocuencia y fue elegido miembro del ayuntamiento de Tallin entre 1904 y 1905. Como abogado, defendió a los estonios frente a los alemanes bálticos y a los funcionarios estatales.
Strandman también participó activamente en organizaciones nacionales estonias y se convirtió en un activista de la reforma del autogobierno, apoyando la autonomía nacional en las gobernaciones bálticas. Strandman fue uno de los políticos que debían redactar el borrador de la reforma del autogobierno, pero durante la revolución rusa de 1905, al igual que muchos otros activistas estonios, se vio obligado a huir al extranjero. Durante la revolución, apoyó posturas políticas socialistas radicales, pero posteriormente se inclinó hacia el centroizquierda.
Durante sus años de exilio, Strandman vivió en Suiza, Finlandia y otros países europeos. En Suiza, Strandman y otros exiliados estonios finalmente elaboraron el borrador de la reforma del autogobierno, pero este nunca se implementó. Strandman regresó al Imperio ruso en 1906, pero se le prohibió vivir en las gobernaciones del Báltico durante tres años, lo que lo obligó a residir en Narva y San Petersburgo. Regresó a Estonia en 1909 y trabajó como abogado, defendiendo a los participantes de la revolución de 1905. También fue un ferviente defensor de la libertad de expresión en los medios de comunicación. En 1917, se convirtió en fiscal del Tribunal de Distrito de Tallin.
En marzo de 1917, Strandman y otros políticos conocidos, reconocidos defensores de la autonomía, fueron elegidos para redactar el borrador de la reforma del autogobierno, que finalmente creó la gobernación autónoma de Estonia. Strandman fue elegido nuevamente para el ayuntamiento de Tallin y, en el verano de 1917, para la Asamblea Provincial de Estonia, donde formó parte del izquierdista Partido Radical Socialista Estonio, liderado por Jüri Vilms. Se desempeñó como presidente de la asamblea entre el 25 de octubre de 1917 y el 27 de noviembre de 1918, aunque con períodos de inactividad entre ambos, debido a la Revolución de Octubre y la ocupación alemana. Después de la Revolución de Octubre, Strandman dirigió la sesión de la Asamblea Provincial de Tallin, donde la asamblea se declaró el máximo poder legítimo en Estonia. Después de su trabajo como presidente del parlamento, Strandman fue reconocido por su neutralidad y puntualidad.

### Líder del centroizquierda
Tras la misteriosa ejecución de Jüri Vilms en Finlandia en 1918, Otto Strandman asumió el cargo de ministro interino de Cortes. También se convirtió en uno de los líderes del Partido Radical Socialista Estonio, que en 1919 se fusionaría con el Partido Social Laborista para formar el Partido Laborista de Estonia, de centroizquierda. Sin embargo, Strandman fue arrestado por los alemanes en el verano de 1918.
Tras el fin de la ocupación alemana en noviembre de 1918, Strandman continuó en el gobierno provisional, primero como ministro de Asuntos Exteriores y luego como ministro de Agricultura, cuando también se desempeñó como viceministro de Asuntos Exteriores, Jaan Poska. Como ministro de Agricultura, Strandman se convirtió en la figura clave en la redacción e implementación de una nueva ley de reforma agraria. Siendo uno de los líderes del Partido Laborista, luchó con ahínco para que la reforma agraria fuera lo más radical posible. Como resultado, las tierras que habían pertenecido a la nobleza alemana del Báltico se redistribuyeron entre los estonios étnicos.
Su carrera diplomática comenzó en diciembre de 1918, cuando formó parte de la delegación a Suecia como viceministro de Asuntos Exteriores, solicitando apoyo en la guerra de independencia de Estonia. Finalmente, Suecia envió un grupo de voluntarios a la guerra. Para costear su viaje a Estocolmo, Strandman se vio obligado a vender sus propios muebles.
En las elecciones a la Asamblea Constituyente de 1919, el Partido Laborista de Estonia obtuvo 30 de los 120 escaños, con una mayoría en manos de partidos de centroizquierda. Esto le dio al Partido Laborista la oportunidad de influir en la política estonia a mayor escala. Otto Strandman se convirtió en el primer primer ministro del país el 8 de mayo de 1919, y además, en ministro de Guerra.
El primer gabinete de Strandman fue una coalición de centroizquierda con el Partido Popular de Estonia y el Partido Socialdemócrata Obrero Estonio. El Partido Popular Estonio abandonó la coalición en septiembre, y el gabinete de Strandman dimitió el 18 de noviembre de 1919, tras permanecer en el cargo durante medio año. Ants Piip, también del Partido Laborista de Estonia, encabezó entonces un gobierno minoritario unipartidista entre el 26 de octubre de 1920 y el 25 de enero de 1921, donde Otto Strandman ejerció como ministro de Asuntos Exteriores y de Justicia. Como ministro de Asuntos Exteriores, estableció relaciones diplomáticas entre Estonia y la Rusia soviética, convirtiendo a Estonia en uno de los primeros países en hacerlo.
Las elecciones de 1920 convirtieron al Partido Laborista de Estonia en el partido más importante de Estonia, con 22 de los 100 escaños del Riigikogu, el primer parlamento constitucional, pero los partidos de centroderecha también habían cobrado fuerza. El Partido Laborista de Estonia permaneció en la coalición, encabezado por el anciano estatal Konstantin Päts, de las Asambleas de Granjeros. Strandman fue el primer presidente del Riigikogu entre el 4 de enero y el 18 de noviembre de 1921.
Juhan Kukk encabezó otro gabinete del Partido Laborista de Estonia entre 1922 y 1923, pero sin Strandman. En el siguiente gabinete del democristiano Friedrich Karl Akel, regresó como ministro de Asuntos Exteriores entre el 26 de marzo y el 14 de mayo de 1924, y posteriormente ministro de Finanzas hasta el 16 de diciembre de 1924.

### Política económica
Strandman figuró varias veces en asuntos financieros. El 7 y el 19 de diciembre de 1923, acusó en el parlamento al ministro de Finanzas, Georg Vestel (inflacionista durante largo tiempo) de malversar el erario público. Fueron las críticas de Strandman las que finalmente provocaron la caída del gabinete de Konstantin Päts y lo obligaron a mantenerse alejado del poder entre 1924 y 1931.
Tras la guerra de independencia de Estonia, se crearon numerosas empresas en poco tiempo y la industria se desarrolló a base de préstamos, lo que finalmente provocó dificultades financieras. Como ministro de Finanzas, Strandman propuso un plan de reurbanización económica que pretendía reducir los préstamos, rebajar el presupuesto estatal y lograr un superávit comercial mediante el aumento de los aranceles. Al principio, sus medidas tuvieron poco efecto y fue criticado tanto por partidos de izquierda como de derecha, pero con el tiempo el marco estonio se estabilizó, integrando la economía estonia en mayor medida con Europa. También apoyó el desarrollo de la economía sobre la agricultura en lugar del tránsito entre la Unión Soviética y Europa, considerando a Dinamarca como un país agrícola modelo.[3] En los medios de comunicación, sus políticas fueron llamadas burlonamente UMP (en estonio: Uus majanduspoliitika, lit. 'Nueva Política Económica') y KUMP (en estonio: Kõige uuem majanduspoliitika, lit. 'Política Económica Más Moderna'), en honor a la política económica de la Unión Soviética en aquel momento. En mayo de 1924, Strandman no culpó a su predecesor, Georg Vestel, por crear deliberadamente la hiperinflación, sino por su optimismo absoluto sobre sus políticas.
Durante casi cinco años, Strandman no ocupó ningún cargo importante. Se mantuvo activo en la política parlamentaria y se hizo conocido por su elocuencia. Como líder del centro-izquierda, su labor continuó teniendo un gran impacto en la economía, ya que logró el mismo tipo de políticas que había implementado durante su mandato como ministro de Finanzas. El historiador económico Jaak Valge argumenta que gracias al trabajo rápido y decisivo de Strandman, Estonia pudo evitar la hiperinflación a principios de la década de 1920. Fue Strandman quien sugirió que la nueva moneda estonia se llamara «corona», en honor a las monedas de los países escandinavos.

### Carrera política posterior
A medida que el Partido Laborista de Estonia viró lentamente de la izquierda al centro, su popularidad disminuyó. El partido obtuvo solo 12 de los 100 escaños en las elecciones de 1923, 13 en las de 1926 y 10 en las de 1929, hasta que finalmente se fusionó con otros partidos centristas para formar el Partido Nacional de Centro en 1932.
Durante una crisis gubernamental en julio de 1926, el presidente del Riigikogu, Karl August Einbund, encargó a Strandman la formación de un gabinete. Su programa económico seguía consistiendo en recortar el presupuesto y los préstamos, algo inaceptable para el Partido de los Colonos y las Asambleas de Granjeros, de derechas.
De 1927 a 1929, Strandman fue enviado de Estonia a Polonia, con acreditaciones adicionales en Checoslovaquia y Rumanía, residiendo en Varsovia. En junio de 1929, dimitió inesperadamente y regresó a la política estonia para encabezar su segundo gabinete, a partir del 9 de julio de 1929. Se trataba de una coalición entre su Partido Laborista, el Partido Popular, el Partido Popular Cristiano, las Asambleas de Granjeros y el Partido de los Colonos, que agrupaba a casi todos los partidos políticos, desde el centro-izquierda hasta la derecha. Antes de asumir el cargo, criticó al parlamento por convertirse en una "fábrica de leyes inadecuadas". Su gabinete permaneció en el cargo hasta el 12 de febrero de 1931. La Gran Depresión llegó a Estonia cuando el jefe de gobierno era Strandman, quien siempre había apoyado políticas económicas y financieras cautelosas. Gracias a sus sólidas habilidades en economía y finanzas, la coalición se mantuvo durante un tiempo relativamente largo: un año y siete meses.
Durante su mandato, realizó una visita de Estado a Polonia en febrero de 1930, donde se reunió con el presidente Ignacy Mościcki y el mariscal Józef Piłsudski para proponer la formación de una Entente báltica, algo que, sin embargo, no obtuvo el apoyo polaco. A su regreso a Polonia, visitó Vilna, entonces controlada por Polonia. La visita dañó las relaciones entre Estonia y Lituania, y Dovas Zaunius, ministro de Asuntos Exteriores de Lituania, protestó por la visita, considerándola una violación de la neutralidad en la disputa de Vilna. Para 1931, las relaciones entre Estonia y Lituania habían mejorado en cierta medida. En agosto de 1930, Strandman recibió al presidente Mościcki en Estonia.

### Carrera diplomática y muerte

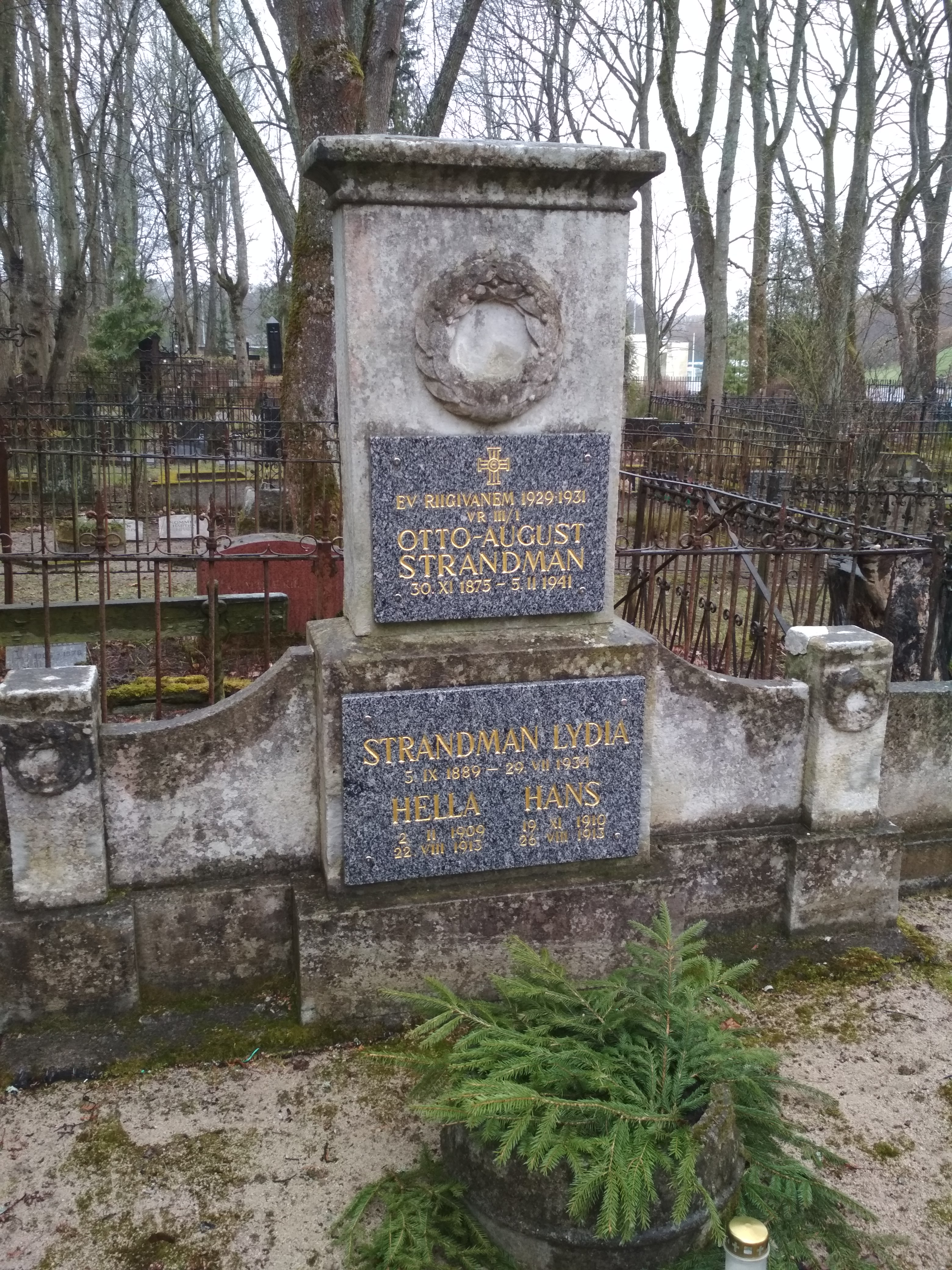
Tumba de Otto Strandman

De 1933 a 1939, Strandman fue embajador de Estonia a Francia, Bélgica, España y la Santa Sede, residiendo en París. En 1936, apoyó a Juhan Kukk, Ants Piip, Jaan Teemant y Jaan Tõnisson, quienes firmaron un memorando dirigido al Primer Ministro y Anciano de Estado en funciones Konstantin Päts, exigiendo libertades civiles y el fin de su régimen autoritario. En 1938, Strandman se convirtió en juez de la Corte Permanente de Justicia Internacional en La Haya.
En 1939, Strandman regresó a Estonia, pero se retiró de la vida pública debido a problemas de salud. Al no participar activamente en política, inicialmente se quedó solo tras la ocupación soviética de 1940. Sin embargo, en 1941, Strandman recibió una citación formal para comparecer en la sede local de la NKVD. Al darse cuenta de su destino, se disparó hasta morir en su casa de Kadrina el 5 de febrero de 1941. Fue enterrado en el cementerio Sisekalmistu de Tallin.

## Vida personal
En 1907, Strandman se casó con Lydia Hindrikson (1889-1934). Tuvieron tres hijos: su hija Hella (1909-1913) y su hijo Hans (1911-1913) fallecieron a temprana edad, y solo la segunda hija, Lydia (1914-1966), llegó a la edad adulta.

## Premios y galardones

### Honores
Strandman fue miembro de la Sociedad de Estudiantes de Estonia desde 1899, y recibió doctorados honorarios de la Universidad de Tartu en 1928 y de la Universidad de Varsovia en 1930. Strandman renunció a todos los honores y premios que se le habían otorgado.

### Galardones
- Cruz de la Libertad (1920).
- Orden de las Tres Estrellas, Letonia (1926).
- Orden de la Cruz Roja Estonia; tres veces (1921, 1928, 1929).
- Orden de la Cruz del Águila (1930).